# Hemiandrus jacinda
Hemiandrus jacinda — вид прямокрилих комах родини Anostostomatidae. Описаний у 2021 році. Названий на честь прем'єр-міністра Джасінди Ардерни.

## Поширення
Ендемік Нової Зеландії. Поширений на півночі Північного острова.

## Опис
Великий, блискучий, помаранчево-червоний коник з довгими ногами. Вдень комаха переховується у норах.